# Natalia Yukhareva
Nataliya Aleksandrovna Yukhareva (russe : Наталья Александровна Юхарева), née le 17 septembre 1975 à Saint-Pétersbourg, est une judokate russe.

## Palmarès international en judo
| Championnats d'Europe | Championnats d'Europe | Championnats d'Europe |
| Année                 | Médaille              | Catégorie             |
| --------------------- | --------------------- | --------------------- |
| 2004                  | bronze                | -57 kg                |